# Teen Beach Movie
Teen Beach Movie är en amerikansk musikalkomedifilm från 2013, producerad för Disney Channel. Filmen är regisserad av Jeffrey Hornaday, från ett manus skrivet av Vince Marcello, Mark Landry och Robert Horn. Huvudrollerna i filmen spelas av Ross Lynch och Maia Mitchell.
Filmen, som hade premiär på Disney Channel den 19 juli 2013, är inspelad i Puerto Rico under våren 2012. Den tillägnades dessutom beach party-filmstjärnan Annette Funicello, som gick bort i april 2013, lite drygt tre månader innan filmens Disney Channel-premiär.
I juni 2015 fick filmen en uppföljare, som fick titeln Teen Beach 2.

## Handling
Filmens handling kretsar kring surfarparet Brady och McKenzie (kallad "Mack"), som tvingas göra slut med varandra, efter att Macks moster har avslöjat för Brady att hon ska börja på en privatskola. Strax innan Mack ska åka iväg, bestämmer hon sig för att plocka upp surfingbrädan, och surfa på en flera meter hög vattenvåg. Brady ser detta och följer efter henne med sin jetski, för att försöka stoppa henne från att bestiga den höga vågen. Men det hela slutar istället med att både Brady och Mack blir insvepta i den jättestora vattenvågen – och hamnar mitt i 60-talsfilmen Wet Side Story (en parodi på West Side Story)! Där ska de senare ofrivilligt dras in i en stor konflikt mellan ett surfargäng och ett MC-knuttsgäng, som i filmen är stora rivaler mot varandra.

## Rollista (i urval)
| Roll            | Skådespelare    | Svensk röst      |
| --------------- | --------------- | ---------------- |
| Brady           | Ross Lynch      | Adam Portnoff    |
| McKenzie (Mack) | Maia Mitchell   | Happy Jankell    |
| Lela            | Grace Phipps    | Norea Sjöquist   |
| Tanner          | Garrett Clayton | Joakim Tidermark |